# Моконезі
Моконезі (італ. Moconesi, ліг. Moconexi) — муніципалітет в Італії, у регіоні Лігурія,  метрополійне місто Генуя.
Моконезі розташоване на відстані близько 390 км на північний захід від Рима, 23 км на схід від Генуї.
Населення — 2623 особи (2014).
Щорічний фестиваль відбувається quarta неділі вересня. Покровитель — Sacro Cuore di Gesù.

## Демографія
Населення за роками:

Станом на 1 січня 2023 року в муніципалітеті офіційно проживало 217 іноземців з 26 країн, серед них 54 громадяни країн Євросоюзу та 4 громадяни України.

## Сусідні муніципалітети
- Чиканья
- Фавале-ді-Мальваро
- Лорсіка
- Монтебруно
- Нейроне
- Торрилья
- Трибонья